# Ватиканський список фільмів
В 1995 році, до сторічного ювілею кінематографу, Папська рада з масових комунікацій у Ватикані склав список з 45-ти «найвидатніших фільмів» всіх часів.
Було відібрано по п'ятнадцять картин в трьох категоріях: «Релігія», «Моральні цінності» і «Мистецтво».
Цей список здобув популярність як Ватиканський список фільмів.

## Історія

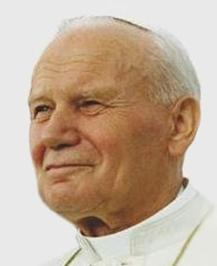
Папа Іоанн Павло II

17 березня 1995 року Папа Римський Іван-Павло II звернувся до пленарної асамблеї Папської ради з масових комунікацій з приводу відзначення сторіччя кінематографу. Папа сказав, що починаючи з перших фільмів, створених братами Люм'єр в 1895 році, кіно мало глибокий вплив на розвиток людських взаємин і переваг, та володіло дивовижною здатністю впливати на громадську думку і культуру, незалежно від соціальних і політичних кордонів. Папа також зазначив, що за перші сто років кінематографа було створено чимало кінематографічних шедеврів.
Пізніше в тому ж році, Папська рада з масових комунікацій розробила і представила список з сорока п'яти фільмів, що став відомим як Ватиканський список фільмів. Цей список був складений міжнародної комісією з дванадцяти кінокритиків та істориків кіно, затверджених головою Папської ради з масових комунікацій, архієпископом Джоном Патріком Фолі. Цей список був покликаний познайомити католиків з найбільшими досягненнями світового кінематографа. При цьому архієпископ Фолі попередив, що даний список не означає «канонізацію» зазначених в ньому фільмів, і члени комісії відзначили, що не всі фільми, що заслуговують цього, були включені в нього.
Список складається з трьох категорій: «Релігія», «Моральні цінності» і «Мистецтво», і включає по 15 фільмів, які найкраще, на думку авторів списку, змогли висловити ці цінності в кожній з трьох категорій. Деякі з фільмів були вже добре відомі й улюблені західним глядачем («Це дивовижне життя», «Чарівник країни Оз»). Інші фільми відзначені величезним моральним або духовним значенням («Людина на всі часи (фільм)», «Список Шиндлера»). Треті, авторські, вимагали від глядача усвідомлення містицизму Андрія Тарковського («Андрій Рубльов», «Жертвопринесення») або гротеску Федеріко Фелліні («Дорога», «Вісім з половиною»).
Автори намагалися представити у списку фільми всіх основних жанрів, включаючи комедії («Банда з Лавендер Хілл»), наукову фантастику («Космічна одіссея 2001 року (фільм)», «Метрополіс»), анімаційні фільми («Фантазія»), спортивні фільми («Вогняні колісниці (фільм)»), мелодрами («Маленькі жінки»), а також фільми про війну і німе кіно, і навіть вестерни («Диліжанс») і фільми жахів («Носферату. Симфонія жаху»).
Подібна відкритість до різних жанрів відбивала точку зору Святішого Отця, висловлену ним Папській раді. Іван Павло II зазначив, що загальне ставлення Церкви до кіно, як і до інших справжніх форм мистецтва, є позитивним і повним надії. Папа також сказав, що шедеври кінематографу здатні зробити значний вплив на людський дух і торкнутися на глибокому рівні питання величезного значення і важливості з етичної та духовної точок зору.
У той же час, в своєму зверненні до Папському раді з масових комунікацій, Папа застеріг, що, на жаль, деякі фільми заслуговують на критику і несхвалення, і навіть жорстку критику і несхвалення, у тому випадку, якщо вони спотворюють істину, пригнічують справжню свободу, або показують сцени сексу і насильства, що ображають людську гідність.
Це моральне застереження відбилося і при виборі картин для Ватиканського списку фільмів. Наприклад, піонер німого кіно Девід Ворк Гріффіт, представлений у цьому переліку своїм епічним полотном «Нетерпимість», можливо відоміший в історії кінематографа своєю епохальною, але суперечливішою картиною «Народження нації» про Громадянської війни в США, затьмарений, тим не менше, деякими расистськими образами. Будучи, безперечно, кінематографічним шедевром, «Народження нації» в той же час заслуговує «критику і несхвалення», використовуючи вираз Папи, за «спотворення істини» і «придушення справжньої свободи», що, ймовірно, і вплинуло на рішення критиків включити в даний список фільм «Нетерпимість», а не «народження нації».
Також і представником комедії у цьому переліку стала картина «Банда з Лавендер Хілл», створена на найстарішій британській кіностудії Ealing Studios, хоча інша комедія цієї кіностудії, «Добрі серця і корони», можливо популярніша, не була включена в даний список з моральних міркувань. Обидва цих фільму повні забавного, але чорного гумору, властивого картинам Ealing Studios. Але, можливо, чорний гумор про серійного вбивцю в «Добрих серцях і короні» був визнаний менш підходящим для Ватиканського списку, ніж чорний гумор комедії « Банда з Лавендер Хілл», що розповідає про парочку викрадачів золота.
Всі фільми в цьому переліку демонструють той рівень стриманості, який відрізняє їх від морально негідних картин, однак у деяких фільмах із списку можна іноді зустріти наготу, непристойні вирази або насильство. Допустивши в цей список картини з не зовсім однозначним змістом, автори Ватиканського списку фільмів слідували думки, висловленої Іваном Павлом II у «Посланні до артистів», де він писав, що, коли артисти досліджують темні глибини душі і найтривожніші аспекти зла, вони, тим не менш, вказують шлях до універсального бажанням спокути.
Комісія, визнаючи всі достоїнства відібраних фільмів, при цьому не заявляла про повне церковне затвердження (імпріматур), їх змісту. Зазначається, що фільми, як і інші твори культури, рідко, якщо коли-небудь, бувають досконалими і навіть хороші й важливі фільми глядач повинен осмислювати критично і вміти відрізнити хороше від поганого.
Наприклад, включена в список картина «Космічна одіссея 2001 року» по праву визнана видатним досягненням в історії кінематографа, але нетеїстична міфологія у фільмі відображає світський світогляд, з яким християни не можуть погодитися. Однак, як зазначив один критик, можна визнавати цінність фільму, не беручи при цьому його світогляд, як можна цінувати «Іліаду», не вірячи при цьому в грецьких богів. Папська комісія також визнала релігійне значення фільму П'єра Паоло Пазоліні «Євангеліє від Матвія», хоча сам Пазоліні був марксистом.
Ватиканський список фільмів не є непогрішним, він навіть не є обов'язковим для католиків. Будь католик має право поставити питання про обґрунтованість включення в даний список того чи іншого фільму. І деякі католицькі критики вже, наприклад, ставили під сумнів включення в Ватиканський список достатньо посередньої, на їхню думку, картини «Франциск» Ліліани Кавані у порівнянні з шедевром Роберто Росселліні про цьому святому-«Франциск, блазень Божий», також входять в список. Критики вказували й на те, що в цей список не ввійшли деякі достатньо значущі релігійні фільми, наприклад «Щоденник сільського священика» Робера Брессона (1951).
Ватиканський список фільмів був створений в 1995 році. Тому в ньому відсутні релігійні кіношедеври створені пізніше, такі, наприклад, як «Страсті Христові» Мела Гібсона (2004). Архієпископ Фолі дуже високо оцінив цей фільм, а критикам картини він відповів, що якщо вона їм не подобається, то їм не сподобається і Євангеліє. Папа Іоанн Павло II, як повідомлялося, після перегляду «Страстей Христових» сказав: "It is as it was ( Все так і було ) ".
Більшість картин, включених до Ватиканського списку фільмів, належать європейським або американським режисерам. Однак, в списку є і дві картини Андрія Тарковського: «Андрій Рубльов», знятий ним в СРСР в 1966 році і «Жертвопринесення», яке він зняв уже в еміграції, а також радянсько-японський художній фільм «Дерсу Узала», який японський режисер Акіра Куросава зняв, за творами російського письменника і мандрівника Володимира Арсеньєва, в СРСР в 1975 році.

## Список
Цей список був опублікований на сайті Конференції католицьких єпископів США та в інших джерелах.
| - Страсті (1905) - Страсті Жанни д'Арк (1928) - Мосьє Вінсент (1947) - Франциск, менестрель Божий (1950) - Слово (1954) - Назарін (1958) - Бен-Гур (1959) - Євангеліє від Матвія (1964) - Андрій Рубльов (1966) - Людина на всі часи (фільм) (1966) - Жертвопринесення (1986) - Місія (1986) - Тереза (1986) - Бенкет Бабетти (1987) - Франциск (1989) | - Нетерпимість (1916) - Рим, відкрите місто (1945) - Це дивовижне життя (1946) - Викрадачі велосипедів (1949) - У порту (1954) - Сьома печатка (1956) - Бірманська арфа (1956) - Сунична галявина (1957) - Дерсу Узала (1975) - Дерево для черевиків (1978) - Вогняні колісниці (фільм) (1981) - Ганді (1982) - Декалог (1988) - До побачення, діти (1988) - Список Шиндлера (1993) | - Носферату. Симфонія жаху (1922) - Метрополіс (1927) - Наполеон (1927) - Маленькі жінки (1933) - Нові часи (1936) - Велика ілюзія (1937) - Чарівник країни Оз (1939) - Диліжанс (1939) - Фантазія (1940) - Громадянин Кейн (1941) - Банда з Лавендер Гілл (1951) - Дорога (1954) - Вісім з половиною (1963) - Леопард (1963) - Космічна одіссея 2001 року (фільм) (1968) |